# استان لئونسیو پرادو
استان لئونسیو پرادو (به اسپانیایی: Provincia de Leoncio Prado) یک استان در پرو است که در منطقه اوئانوکو واقع شده‌است. استان لئونسیو پرادو ۴٬۹۵۲٫۹۹ کیلومتر مربع مساحت و ۱۲۷٬۷۹۳ نفر جمعیت دارد.
۹۱٫۴۲۴٪ مردم این استان به زبان اسپانیایی و ۸٫۲۳٪ به زبان‌های کچوا صحبت می‌کنند.